# Asasekiryū Tarō
Asasekiryū Tarō (jap. 朝赤龍 太郎; geboren als Badartschiin Daschnjam, mongolisch Бадарчийн Дашням; * 7. August 1981 in Ulaanbaatar, Mongolei) ist ein ehemaliger Sumōringer.
Der mongolische Ringer kam 1997 als Jugendlicher nach Japan. Nach seinen ersten professionellen Sumōkämpfen im Januar 2000 erreichte er im Juli 2002 die zweithöchste Sumōliga, die Jūryō-Division. Bereits im März 2003 stieg er in die Makuuchi-Division auf, der höchsten Liga im japanischen Profisumō. Im Juli 2006 erreichte er den Rang eines Komusubis, den er aber aufgrund einer Verletzung und schlechter Resultate nicht halten konnte. Nach starken Leistungen im Jahr 2007 erreichte er im September wieder die Sanyaku-Ränge, diesmal den Rang eines Sekiwake. Nach einem 3-12 Make-koshi in November desselben Jahres wurde er gleich wieder in die Maegashira-Ränge zurückgestuft.